# Pinje
Pinje (Pinus pinea) er et stedsegrønt nåletræ med en kort stamme og en næsten flad krone ("paraply"-agtig). Træet er karateristisk for beplantning og bevoksninger i hele Middelhavsområdet. Veddet bruges som gavntømmer, mens kernerne spises. Koglerne er 3 år om at modnes, hvilket er det længste for nogen art fyrretræ.

## Beskrivelse
Pinje er et stedsegrønt nåletræ med en kort, opret stamme og en krone, der er bred med let rundet eller næsten flad overside ("paraply"-agtig). Barken er først blegt brungrøn, men senere bliver den gråbrun. Gamle grene og stammer får en tyk, rødbrun og dybt furet bark. Knopperne er ægformede og klart kastanjebrune. Skællene har udadvendte spidser og lange, lyse frynser.
Nålene sidder tyndt fordelt på skuddet og parvist sammen. De er grågrønne og ofte snoede. Indtil træet når "voksen" stadiet (5-10 år gammelt) har det mindre, blågrønne nåle, der mere minder om nålene hos lærk eller gran. Koglerne er bredt kugle- til tøndeformede, 8-15 cm lange, matte og lysebrune. Skællene har afrundede spidser. Koglerne er 3 år om at modnes, hvilket er det længste for nogen art fyrretræ. Pinjekernerne er store, ca. 2 cm lange, blegbrune med et tyndt lag sort "støv" på ydersiden. Frøene spredes af dyr (og mennesker), da de er for tunge til vindspredning.
Rodsystemet består af kraftige og dybtgående rødder.
Højde x bredde: 20 × 12 m.

## Hjemsted
Pinjen er hjemmehørende i Middelhavsområdet og er et gammelt kulturtræ, da dets spiselige frø (pinjekerner) er blevet udnyttet siden forhistorisk tid. Pinjen har været dyrket i mindst 6000 år og det naturlige udbredelseområde var større dengang end i dag, fordi klimaet i Middelhavsområdet var mere fugtigt.
Pinjen er endvidere udbredt i haver og parker, men ikke i Danmark, da klimaet typisk er for koldt. Gennem spredning fra dyrkede eksemplarer er pinjen nu også naturaliseret i Sydafrika, Californien, Australien og flere andre steder med lignende klima. I Sydafrika betragtes den nu som en invasiv art.
I Coto Doñana nationalparken, som ligger ved sydkysten af Andalusien, Spanien, er der dannet et bredt bælte af sandklitter. Her vokser arten i kratlignende maki sammen med bl.a. afrikansk tamarisk, oliven (vildform), Daphne gnidium ( en art af dafne), dværgpalme, fransk tamarisk, kermeseg, korkeg, mastikstræ, middelhavsene, Rhamnus oleoides (en art af korsved), rosmarin, rødfrugtet ene, smalbladet stenved, soløjetræ (flere arter), sommerfuglelavendel, storfrugtet ene, timian (flere arter) og trælyng

## Anvendelser
Frøene er spiselige, men en del af dem har smag af harpiks, som ikke ubetinget passer til menneskers opfattelse af velsmag. Kernerne er derimod meget eftertragtede af både fugle og dyr.
Knækkede pinjekerner har været en yndet spise i Mellemøsten og Middelhavsområdet i mere end 5000 år og spises i dag tillige i hele den vestlige verden. Nogle oplever en til to dage efter indtagelsen af pinjekerner en metallisk og/eller bitter smag i munden, der betegnes pinjemund, og som normalt forsvinder igen efter en til to uger. Fødevarestyrelsen har vurderet, at årsagen til pinjemund er, at "uægte" kinesiske pinjekerner (Pinus armandii, også kendt som chinese white pine), er blevet blandet sammen med de ægte pinjekerner. 
I det koldere klima i Vesteuropa og på den amerikanske østkyst dyrkes pinje i haver hist og her, men når ikke den store størrelse. Den dyrkes også som krukkeplante, og helt unge eksemplarer (20-30 cm høje) sælges som mini-juletræer.
Gyldenristede pinjekerner er, sammen med basilikumblade, en vigtig ingrediens i pesto.
| Portal | Portal:Botanik |

## Note
1. ↑  Coastal wiki: Sand Dune Country Report, Spain – (engelsk) oversigt over klitområder i Spanien.
2. ↑  wp:es: Parque Nacional y Natural de Doñana – (spansk) oversigt over parkens vegetation
3. ↑  Uægte pinjekerne skyld i 'pinjemund', fra Politiken.dk 2. september 2010 (hentet 14.okt.2015)